# Équipe de France masculine de handball au Championnat d'Europe 1996
Cet article relate le parcours de l'Équipe de France masculine de handball lors du Championnat d'Europe 1996 organisé en Espagne du 24 mai au 2 juin 1996. Il s'agit de la 2e participation de la France aux Championnats d'Europe.
Championne du monde en titre, les Barjots digèrent difficilement leur titre : qualifiés dans la douleur, les Bleus terminent quatrième de leur groupe après deux défaites face à la République tchèque puis face à la Suède. La France termine à la 7e place au profit d'une victoire face à l'Allemagne.

## Présentation

### Qualification
La France doit passer par les qualifications pour participer à la compétition. Placée dans la poule C, elle remporte ses trois matchs à domicile mais perds ses 3 matchs à l'extérieur, notamment face à la Belgique. C'est d'ailleurs à la mi-temps de ce match, dans les vestiaires, qu'Éric Quintin donne un coup de tête à son coéquipier Philippe Schaaf. 
La France termine malgré tout deuxième de sa poule et obtient ainsi l'une des deux places qualificatives,, :
|   | Équipe         | Pts | J | G | N | P | Bp  | Bc  | Diff |
| - | -------------- | --- | - | - | - | - | --- | --- | ---- |
| 1 | RF Yougoslavie | 10  | 6 | 5 | 0 | 1 | 147 | 116 | 31   |
| 2 | France         | 6   | 6 | 3 | 0 | 3 | 139 | 132 | 7    |
| 3 | Biélorussie    | 4   | 6 | 2 | 0 | 4 | 142 | 146 | -4   |
| 4 | Belgique       | 4   | 6 | 2 | 0 | 4 | 96  | 130 | -34  |

Les résultats sont :
- 27/09/1995, 16h30 à Marseille,  France bat  RF Yougoslavie 24 – 21 (12-11)[5] :
  - France : Volle (9), Richardson (4), Stoecklin (4), Kervadec (3), G. Anquetil (2), Lathoud (1), E. Quintin (1) - Martini (GB).
  - RF Yougoslavie : Peruničić (5), Butulija (5), Škrbić (4), Jovanović (3), Stefanovič (2), Jokić (1), Knežević (1).
- 01/10/1995, 17h30 à Belgrade,  RF Yougoslavie bat   France 25 – 18 (13-7)[5] :
  - RF Yougoslavie : N. Peruničić (8), Jovanović (5), Knežević (3), Butulija (3), Škrbić (2), Jokić (2), P. Peruničić (1), inconnu (1).
  - France : Kervadec (4), Volle (3 pén.), Richardson (3), Lathoud (2), Munier (2), Stoecklin (2), Perreux (2)
- 02/11/1995, 20h15 à Herstal,  Belgique bat  France 21 – 20 (9-9)
  - Belgique : Catteeuw (7), Grandjean (3), Delpire (3), de Nil (2), Huygen (2), Boiten (2), Bielen (1), Dzafic (1).
  - France : Mahé (6), Kervadec (5), Stoecklin (4), Wiltberger (2), Schaaf (1), Lathoud (1), Munier (1).
- 04/11/1995, 17h00 à Nantes,  France bat  Belgique 21 – 09 (7-5)
  - France : Kervadec (6), Joulin (5), Lathoud (2), Maurelli (2), Stoecklin (2), Wiltberger (1), Mahé (1), Monthurel (1), E. Quintin (1).
  - Belgique : Boiten (3), de Nil (2), Catteeuw (2), Delpire (1), Dzafic (1).
- 30/11/1995, 19h00 à Minsk,  Biélorussie bat  France 31 – 28 (16-14)[4]
  - Biélorussie : Iakimovitch (12), Chalepo (7), Klimovets (4), Barbachinski (de) (3), Charovarov (de) (2), Toutchkine (2), Gordionok (1).
  - France : Stoecklin (9, dont 2 pen.), Lathoud (6), Joulin (4), Volle (3), Kervadec (3), Monthurel (2), Amalou (1).
- 03/12/1995, 15h30 à Besançon,  France[6] bat  Biélorussie 28 – 25 (16-14)[4]
  - France : Lathoud (10), Volle (4), Stoecklin (4), Kervadec (3), G. Anquetil (3), Richardson (2), Amalou (1), Abati (1).
  - Biélorussie : Iakimovitch (9), Toutchkine (8), Charovarov (de)  (2), Lakizo (2), Siniak (2), Chalepo  (1), Barbachinski (de) (1).

### Matchs de préparation
Dans le cadre de sa préparation aux championnats d'Europe, la France a notamment joué les rencontres suivantes :
- les 9, 10, 11 et 12 mai 1996, contre la Russie  : défaites 19-20 à Lorient[7], 22-24 à Saint-Nazaire, 18-20 à Angers et match nul 26-26 au Mans[8] ;
- le 16 puis le 17 mai 1996, contre l'Allemagne  : défaite 23-27 puis victoire 25-22[9] ;
- le 19 puis le 20 mai 1996, contre l'Égypte  : victoires 22-18 et 28-20[9].

### Effectif
L'effectif de l'équipe de France était, :
- 01 - Christian Gaudin (Istres, 29 ans, 61 sél.)
- 12 - Bruno Martini (OM-Vitrolles, 25 ans, 81 sél.)
- 02 - Marc Wiltberger (Montpellier, 26 ans, 58 sél.)
- 03 - Pascal Mahé (Montpellier, 32 ans, 280 sél.)
- 04 - Philippe Schaaf (US Ivry, 28 ans, 122 sél.)
- 05 - Raoul Prandi (US Ivry, 26 ans, 13 sél.)
- 06 - Denis Lathoud (PSG-Asnières, 30 ans, 152 sél.)
- 07 - Guéric Kervadec (US Créteil, 24 ans, 75 sél.)
- 08 - Stéphane Cordinier (PSG-Asnières, 26 ans, 27 sél.)
- 09 - Gaël Monthurel (PSG-Asnières, 30 ans, 236 sél.)
- 10 - Grégory Anquetil (Montpellier, 25 ans, 42 sél.)
- 11 - Franck Maurice (US Ivry, 24 ans, 16 sél.)
- 14 - Stéphane Joulin (US Ivry, 25 ans, 20 sél.)
- 17 - Jackson Richardson (OM-Vitrolles, 26 ans, 189 sél.)
- 18 - Stéphane Stoecklin (PSG-Asnières, 27 ans, 165 sél.)

Entraîneur : Daniel Costantini

## Résultats

### Phase de poule
La France évolue dans le Groupe B :
|   | Équipe       | Pts | J | G | N | P | Bp  | Bc  | Diff |
| - | ------------ | --- | - | - | - | - | --- | --- | ---- |
| 1 | Espagne      | 8   | 5 | 4 | 0 | 1 | 124 | 116 | 8    |
| 2 | Suède        | 8   | 5 | 4 | 0 | 1 | 124 | 106 | 18   |
| 3 | Rép. tchèque | 6   | 5 | 3 | 0 | 2 | 129 | 125 | 4    |
| 4 | France       | 6   | 5 | 3 | 0 | 2 | 130 | 120 | 10   |
| 5 | Roumanie     | 2   | 5 | 1 | 0 | 4 | 117 | 134 | -17  |
| 6 | Danemark     | 0   | 5 | 0 | 0 | 5 | 108 | 131 | -23  |

| Date   | Équipe 1 | Score   | Équipe 2     |
| ------ | -------- | ------- | ------------ |
| 24 mai | France   | 25 – 22 | Danemark     |
| 25 mai | France   | 29 – 31 | Rép. tchèque |
| 26 mai | France   | 27 – 20 | Roumanie     |
| 28 mai | France   | 20 – 26 | Suède        |
| 29 mai | France   | 29 – 21 | Espagne      |

#### Victoire face au Danemark
| 24 mai 1996 21h00 | France              | 25 – 22 | Danemark           | Palacio de Deportes San Pablo, Séville Affluence : 1 500 Arbitrage : Brussel, van Dongen |
| 24 mai 1996 21h00 | Prandi, Stoecklin 7 | (12-11) | Nikolaj Jacobsen 5 | Palacio de Deportes San Pablo, Séville Affluence : 1 500 Arbitrage : Brussel, van Dongen |
| 24 mai 1996 21h00 | FFHB EHF            |         |                    | Palacio de Deportes San Pablo, Séville Affluence : 1 500 Arbitrage : Brussel, van Dongen |

- France
  - Gardiens : Gaudin (30 min, 6 arrêts), Martini (30 min, 5 arrêts)
  - Buteurs : Wiltberger (1/3), Mahé, Schaaf (1/4), Prandi (7/10), Kervadec (5/5), Cordinier (2/3), Monthurel, Joulin (1/3), Richardson (1/3), Stoecklin (7/12, dont 3/4 pen.).
- Danemark
  - Gardiens :  Andreasen (58 min, 10 arrêts, dont 1/3 pen.), Larsen (2 min, 1 arrêt dont 0/1 pen.)
  - Buteurs : Bjerre (4/10), Jensen (1/1), Fog (1/2), K. Jacobsen (1/2), N. Jacobsen (5/6, dont 2/2 pen.), Christiansen (1/3), Hamann-Boeriths (4/5), Jørgensen, Paulsen (0/1), Hjermind (4/6, dont 3/3 pen.).

#### Défaite face à la République tchèque
| 25 mai 1996 19h00 | France               | 29 – 31 | Rép. tchèque    | Palacio de Deportes San Pablo, Séville Affluence : 1 500 Arbitrage : Vujnović, Mladinić |
| 25 mai 1996 19h00 | Stéphane Stoecklin 8 | (11-16) | Michal Tonar 12 | Palacio de Deportes San Pablo, Séville Affluence : 1 500 Arbitrage : Vujnović, Mladinić |
| 25 mai 1996 19h00 | FFHB EHF             |         |                 | Palacio de Deportes San Pablo, Séville Affluence : 1 500 Arbitrage : Vujnović, Mladinić |

- France
  - Gardiens : Gaudin (30 min, 5 arrêts, dont 0/3 pen.), Martini (30 min, 4 arrêts, dont 1/4 pen.)
  - Buteurs : Mahé, Schaaf (0/2), Prandi (2/2), Lathoud (3/6), Kervadec (2/2), Monthurel (2/3), Anquetil (5/8, dont 4/5 pen.), Maurice (4/5), Richardson (3/7), Stoecklin (8/11).
- Rép. tchèque
  - Gardiens : Štochl (50 min, 4 arrêts, dont 0/2 pen.), Kučerka (10 min, 2 arrêts, dont 1/5 pen.)
  - Buteurs : Bečvář (3/3), Šuma (2/7), Šetlík (3/4), Blecha, Hazl (3/6), Tonar (12/14, dont 7/8 pen.), Vanek (2/3), Jindrichowsky (2/3), Bokr, Pauza (4/5).

#### Victoire face à la Roumanie
| 26 mai 1996 21h00 | France               | 27 – 20 | Roumanie       | Palacio de Deportes San Pablo, Séville Affluence : 250 Arbitrage : Wille, Vorderleitner |
| 26 mai 1996 21h00 | Stéphane Stoecklin 8 | (13-11) | Robert Licu 10 | Palacio de Deportes San Pablo, Séville Affluence : 250 Arbitrage : Wille, Vorderleitner |
| 26 mai 1996 21h00 | FFHB EHF             |         |                | Palacio de Deportes San Pablo, Séville Affluence : 250 Arbitrage : Wille, Vorderleitner |

- France
  - Gardiens : Gaudin (30 min, 5 arrêts, dont 0/2 pen.), Martini (30 min, 8 arrêts)
  - Buteurs : Wiltberger (5/7), Mahé (2/3, dont 2/2 pen.), Schaaf (0/1 pen.), Lathoud (5/8), Kervadec (1/1), Cordinier (4/4), Monthurel, Joulin (0/3), Richardson (2/5), Stoecklin (8/14).
- Roumanie
  - Gardiens : Liviv (59 min, 12 arrêts, dont 1/2 pen.), Apostu
  - Buteurs : Voica, Radu (2/3), Alexandru (1/3), Licu (10/17, dont 2/2 pen.), Prisăcaru (1/6), Pop (1/2), A. Popivici (1/2), Apustu, Ene, Beșta (4/10), Răduță.

#### Défaite face à la Suède
| 28 mai 1996 21h00 | Suède                       | 26 – 20             | France               | Pabellón Santa María, Ciudad Real Affluence : 750 Arbitrage : Bülow, Wilfried Lübker |
| 28 mai 1996 21h00 | Wislander, Hajas, Lövgren 5 | (13-12)             | Stéphane Stoecklin 8 | Pabellón Santa María, Ciudad Real Affluence : 750 Arbitrage : Bülow, Wilfried Lübker |
| 28 mai 1996 21h00 | ×2 ×3                       | Officielle FFHB EHF | ×3 ×4                | Pabellón Santa María, Ciudad Real Affluence : 750 Arbitrage : Bülow, Wilfried Lübker |

- France
  - Gardiens : Gaudin (30 min, 4 arrêts, dont 0/1 pen.), Martini (30 min, 4 arrêts)
  - Buteurs : Wiltberger (1/3, ), Mahé (), Schaaf (0/1, ), Prandi (2/9, ), Lathoud (1/4), Kervadec (1/4, ), Monthurel, Anquetil (4/5, dont 3/3 pen.), Maurice (4/5), Stoecklin (8/15, dont 1/1 pen.).
- Suède
  - Gardiens : Svensson (59 min, 19 arrêts, dont 0/3 pen.), Olsson (1 min, 0/1 pen.)
  - Buteurs : Hedin, Wislander (5/8, ), Lindgren (0/1, ), Carlén (3/4, ), Hajas (5/6), Lövgren (5/12, ), R. Andersson (3/7), Thorsson (3/5), Olsson, M. Andersson (2/6, dont 1/1 pen.).

#### Victoire face à l'Espagne
Dans un match sans enjeu pour l'Espagne, assurée de terminer à la première place, la France s'impose nettement face à l'hôte de la compétition pour terminer à la quatrième place du groupe.
| 29 mai 1996 19h00 | France         | 29 – 21             | Espagne          | Palacio de Deportes San Pablo, Séville Affluence : 2 000 Arbitrage : Øie, Høgsnes |
| 29 mai 1996 19h00 | Raoul Prandi 8 | (16-13)             | Rafael Guijosa 6 | Palacio de Deportes San Pablo, Séville Affluence : 2 000 Arbitrage : Øie, Høgsnes |
| 29 mai 1996 19h00 | ×2 ×3          | Officielle FFHB EHF | ×2 ×5            | Palacio de Deportes San Pablo, Séville Affluence : 2 000 Arbitrage : Øie, Høgsnes |

- France
  - Gardiens : Gaudin (30 min, 5 ou 7 arrêts, dont 0/5 pen.), Martini (30 min, 7 arrêts, dont 0/1 pen., )
  - Buteurs : Wiltberger (1/5), Mahé (3/6, dont 3/6 pen.), Schaaf (1/4, ), Prandi (8/11), Kervadec (2/2), Cordinier (1/3, ), Monthurel (1/1), Joulin (7/8, ), Richardson (3/3), Stoecklin (2/5).
- Espagne
  - Gardiens : Núñez (59 min, 8 arrêts, dont 1/5 pen.), Hombrados (1 min, dont 0/1 pen.)
  - Buteurs : Esquer, Guijosa (6/9, dont 5/5 pen.), Hernández (3/4), González (0/1, ), Lozano (1/5, ), Olalla (3/7), Garralda (1/8, ), Dujshebaev (4/10, dont 1/1 pen.), Pérez (1/1, ), Etxaburu (2/5).

### Match de classement

#### Victoire face à l'Allemagne
| 31 mai 1996 17h00 | France                  | 24 – 21 | Allemagne       | Pabellón Santa María, Ciudad Real Affluence : 1 000 Arbitrage : Makarov, Danelia |
| 31 mai 1996 17h00 | Richardson, Stoecklin 6 | (13-9)  | Thomas Knorr 12 | Pabellón Santa María, Ciudad Real Affluence : 1 000 Arbitrage : Makarov, Danelia |
| 31 mai 1996 17h00 | FFHB EHF                |         |                 | Pabellón Santa María, Ciudad Real Affluence : 1 000 Arbitrage : Makarov, Danelia |

- France
  - Gardiens : Gaudin (30 min, 6 arrêts, dont 0/3 pen.), Martini (30 min, 6 arrêts, dont. 0/3 pen.)
  - Buteurs : Wiltberger (1/2), Mahé, Schaaf, Prandi (5/6), Lathoud (0/1), Monthurel (1/2). Anquetil (4/6, dont 3/5 pen.), Maurice (1/2), Richardson (6/6), Stoecklin (6/12).
- Allemagne
  - Gardiens : Fritz (20 min, 1 arrêt, dont 0/2 pen.), Holpert (40 min, 9 arrêts, dont 2/3 pen.)
  - Buteurs : Petkevicius (0/3), Kretzschmar (2/6), Schwarzer (2/4), Petersen, Knorr (12/17, dont 6/6 pen.), Zerbe (0/1), Schwalb (1/2), Kohlhass (1/4), Schmidt (1/3), Stephan (2/2).

## Statistiques et récompenses

### Récompenses
Aucun joueur de l'équipe de France ne figure dans équipe-type de la compétition.

### Statistiques des joueurs
Avec 39 buts marqués, Stéphane Stoecklin est le 3e meilleur buteur de la compétition.
| Joueur             |       |       |       |       |       |       | Total   | MJ | Moy  |
| ------------------ | ----- | ----- | ----- | ----- | ----- | ----- | ------- | -- | ---- |
| Stéphane Stoecklin | 7 (3) | 8     | 8     | 8 (1) | 2     | 6     | 39 (4)  | 6  | 6,5  |
| Raoul Prandi       | 7     | 2     | NR    | 2     | 8     | 5     | 24      | 5  | 4,8  |
| Jackson Richardson | 1     | 3     | 2     | NR    | 3     | 6     | 15      | 5  | 3,0  |
| Grégory Anquetil   | NR    | 5 (4) | NR    | 4 (3) | NR    | 4 (3) | 13 (10) | 3  | 4,3  |
| Guéric Kervadec    | 5     | 2     | 1     | 1     | 2     | NR    | 11      | 5  | 2,2  |
| Franck Maurice     | NR    | 4     | NR    | 4     | NR    | 1     | 9       | 3  | 3,0  |
| Denis Lathoud      | NR    | 3     | 5     | 1     | NR    | 0     | 9       | 4  | 2,3  |
| Marc Wiltberger    | 1     | NR    | 5     | 1     | 1     | 1     | 9       | 5  | 1,8  |
| Stéphane Joulin    | 1     | NR    | 0     | NR    | 7     | NR    | 8       | 3  | 2,7  |
| Stéphane Cordinier | 2     | NR    | 4     | NR    | 1     | NR    | 7       | 3  | 2,3  |
| Pascal Mahé        | 0     | 0     | 2 (2) | 0     | 3 (3) | 0     | 5 (5)   | 6  | 0,8  |
| Gaël Monthurel     | 0     | 2     | 0     | 0     | 1     | 1     | 4       | 6  | 0,7  |
| Philippe Schaaf    | 1     | 0     | 0 (0) | 0     | 1     | 0     | 2       | 6  | 0,3  |
| Total              | 25    | 29    | 27    | 21    | 29    | 24    | 155     | 6  | 25,8 |

Remarques :
- NR indique que le joueur était non retenu pour le match (seulement 12 joueurs sur la feuille de match, 10 joueurs de champ et 2 gardiens de buts)
- entre parenthèses est indiqué le nombre de buts sur jets de 7 m.

### Statistiques des gardiens de but
| Joueur           |    |   |    |   |          |    | Total    | MJ | Moy |
| ---------------- | -- | - | -- | - | -------- | -- | -------- | -- | --- |
| Bruno Martini    | 5  | 4 | 8  | 4 | 7        | 6  | 34       | 6  | 5,7 |
| Christian Gaudin | 6  | 5 | 5  | 4 | 5 ou 7   | 6  | 31 ou 33 | 6  | 5,5 |
| Total            | 11 | 9 | 13 | 8 | 12 ou 14 | 12 | 65 ou 67 | 6  | 5,6 |